# كريس شيلدون
كريس شيلدون (بالإنجليزية: Chris Sheldon)‏ هو ملحن ومنتج أسطوانات بريطاني، ولد في 25 سبتمبر 1962 في كراتشي في باكستان.

## وصلات خارجية
- الموقع الرسمي
- كريس شيلدون على موقع ميوزك برينز (الإنجليزية)
- كريس شيلدون على موقع أول ميوزيك (الإنجليزية)
- كريس شيلدون على موقع ديسكوغز (الإنجليزية)